# Mineros de Zacatecas (baloncesto)
Para el equipo de fútbol, véase Mineros de Zacatecas.
Los Mineros de Zacatecas es un equipo de la Liga Nacional de Baloncesto Profesional con sede en Zacatecas, Zacatecas, México.

## Historia
Los Mineros de Zacatecas debutaron en la temporada 2017-2018 en la LNBP, tomando el lugar de los Barreteros de Zacatecas.

## Gimnasio
Los Mineros de Zacatecas tiene como sede el Gimnasio "Profesor Marcelino González" con capacidad para 3,500 personas.

## Jugadores

### Roster
| Mineros de Zacatecas Temporada 2025 |    |                                 |                                         |
| C U E R P O T É C N I C O           |    |                                 |                                         |
| Entrenador                          |    | Bandera de Argentina            | Facundo Müller                          |
| Asistente                           |    | Bandera de Uruguay              | Mathias Nieto                           |
| J U G A D O R E S                   |    |                                 |                                         |
| Ala-Pívot/Pívot                     | 0  | Bandera de Bahamas              | Tavario Miller                          |
| Escolta                             | 3  | Bandera de Estados Unidos       | Romeao Ferguson                         |
| Base                                | 4  | Bandera de Argentina            | Joaquín Valinotti                       |
| Base                                | 5  | Bandera de México               | José Miguel Reyes Arellano              |
| Alero                               | 6  | Bandera de México               | Marco Antonio Ramos Esquivel            |
| Ala-Pívot                           | 7  | Bandera de Bosnia y Herzegovina | Mirza Bulić                             |
| Ala-pívot                           | 8  | Bandera de México               | Raúl Olea Jiménez                       |
| Base/Escolta                        | 10 | Bandera de Estados Unidos       | Isaac Brandon Hamilton                  |
| Base                                | 17 | Bandera de México               | Christian Adrián López Reyes (Inactivo) |
| Escolta                             | 18 | Bandera de México               | Bryan Antonio Rivera Herrera            |
| Escolta                             | 22 | Bandera de Estados Unidos       | Dexter McClanahan                       |
| Ala-Pívot                           | 30 | Bandera de Estados Unidos       | Kenneth Horton                          |
| Pívot                               | 33 | Bandera de Estados Unidos       | David Shriver (Baja)                    |
| Pívot                               | 77 | Bandera de España               | Víctor Arteaga González                 |
| = Capitán                           |    |                                 |                                         |
| = Lesionado                         |    |                                 |                                         |

 =  Cuenta con nacionalidad mexicana. 